# Curt Teichert
Curt Teichert (* 8. Mai 1905 in Königsberg; † 10. Mai 1996 in Arlington) war ein deutsch-US-amerikanischer Paläontologe und Geologe.

## Leben
Curt Teichert studierte Geologie an den Universitäten München, Freiburg und an der Universität Königsberg, wo er 1928 promoviert wurde. Danach war er Assistent in Freiburg und 1930 mit einem Rockefeller-Stipendium in den USA (Washington D. C., New York City, Albany), wo er über Ammoniten forschte. 1931/32 nahm er als Geologe an der dänischen Dreijahresexpedition nach Grönland unter der Leitung von Lauge Koch teil. Danach forschte er einige Zeit in Kopenhagen, bevor er 1937 an die University of Western Australia in Perth als Lecturer ging. Ab 1945 war er Assistant Chief Geologist des Mines Department of Victoria und 1947 bis 1952 Senior Lecturer an der University of Melbourne (deren Syme-Preis er 1949 erhielt). Er war einer der Gründer der Geological Society of Australia und Berater des Bureau of Mineral Resources. In Australien betrieb er stratigraphische Studien, studierte Sedimentbecken, Ammoniten und Korallenriffe (unter anderem das Great Barrier Reef). 1949 wurde er von Raymond C. Moore eingeladen, den Ammonitenband für den Treatise of Intervertebrate Paleontology zu bearbeiten und Gastvorlesungen in den USA zu halten, wofür er 1951/2 ein Fulbright-Stipendium erhielt. 1952 zog er ganz in die USA als Professor für Geologie an der New Mexico School of Mines in Socorro (New Mexico), wo er den Devon von New Mexico studierte. Ab 1954 war er am US Geological Survey (USGS), für die er 1955 ein Fuels Geology Laboratory in Denver einrichtete und leitete. 1961 bis 1964 leitete er für das USGS ein Unterstützungsprojekt zum Aufbau eines Geologischen Dienstes in Pakistan und organisierte dort stratigraphische Forschungen. Er selbst untersuchte dort mit B. Kummel den Perm-Trias-Übergang im Salzgebirge. 1964 wurde er Professor an der University of Kansas. 1977 emeritierte er dort und war bis 1995 Adjunct Professor an der University of Rochester.
1964 bis 1979 war er Mitherausgeber des Treatise on Invertebrate Paleontology (in dessen dritten Band zu Mollusken er 1964 Beiträge veröffentlichte) und 1971/72 Präsident der Paleontological Society, deren Paleontological Society Medal er 1984 erhielt. 1976 bis 1980 war er Präsident der International Paleontological Association. Zudem war er Vizepräsident der International Paleontological Union. 1969 wurde er Ehrenmitglied der Paläontologischen Gesellschaft. 1982 erhielt er die Raymond C. Moore Medal der Society of Economic Paleontologists and Mineralogists.
Teichert war mit Gertrud Kaufmann, der Tochter des Physikers Walter Kaufmann, verheiratet.

## Schriften
- Australia and Gondwanaland, Geologische Rundschau, Band 47, 1959, S. 562–590
- From Karpinsky to Schindewolf: Memories of some great Paleontologists, Journal of Paleontology, Band 50, 1976, S. 1–12
- Main features of cephalopod evolution, in M. R. Clarke, E. R. Trueman (Herausgeber) The Mollusca, Band 12, Academic Press, 1988, S. 11–79